# Sytno
Sytno é uma comuna checa localizada na região de Plzeň, distrito de Tachov.